# Министерство на народното стопанство на България
Министерството на народното стопанство (МНС) е българска държавна институция с ранг на министерство, съществувалa в периода 1934–1935 година.

## История
Министерство на народното стопанство е създадено с изменение на конституцията от 19 май 1934 г., със закриване на старите – Министерство на търговията, промишлеността и труда и Министерство на земеделието и държавните имоти. На 23 ноември 1935 г. МНС се закрива с Указ № 474 и се възстановяват старите министерства.
В краткия си период на съществуване МНС е отговорно за досиетата на служителите и заявленията, заповедите, актовете за встъпване в длъжност, ведомостите за заплати на служителите и надничарите към МНС, на работниците в Държавните минерални бани в кв. Княжево (Софийско), с. Лъджене (Велинградско), Сапарева баня (Дупнишко), Вършец (Берковско) и др.

## Министри

### Министър на народното стопанство (1934–1935)
| правителство | име            | дати                              | партия     | партия |
| ------------ | -------------- | --------------------------------- | ---------- | ------ |
| 51           | Коста Бояджиев | 19 май 1934 – 22 януари 1935      | Звено      |        |
| 52           | Янаки Моллов   | 22 януари 1935 – 21 април 1935    | безпартиен |        |
| 53           | Стойчо Мошанов | 21 април 1935 – 23 ноември 1935   | безпартиен |        |
| 54           | Димитър Вълев  | 23 ноември 1935 – 23 ноември 1935 | безпартиен |        |